# Contraste radiológico

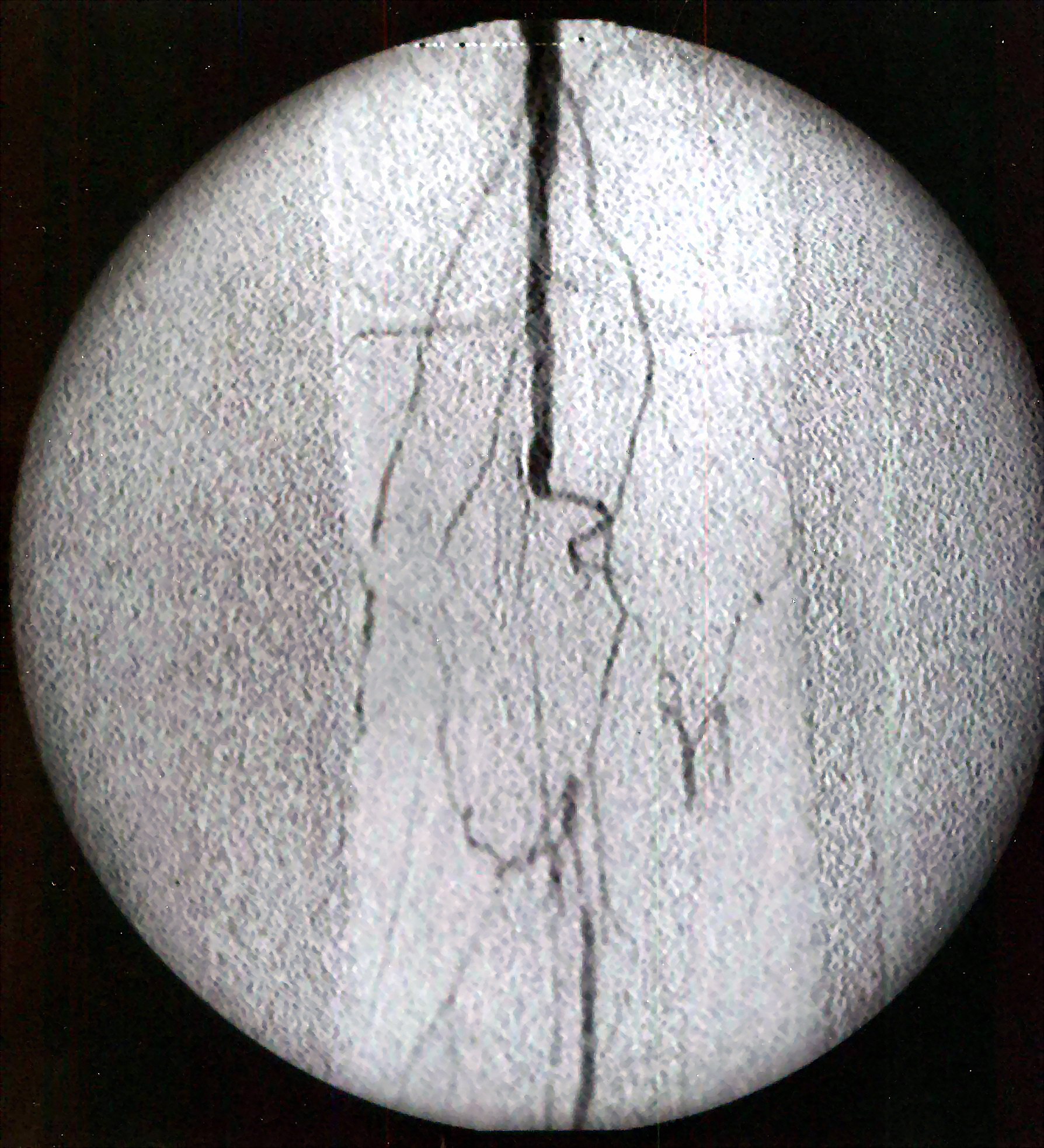
Angiografía femoral con CO2 como contraste.

Los contrastes radiológicos son sustancias radiopacas, que aplicadas por diferentes vías de administración (oral, rectal, endovenosa, etc.) pueden ser empleadas, durante un examen de rayos X o radiografías, para facilitar y/o mejorar la visualización de distintos órganos o fluidos de nuestro cuerpo con un fin diagnóstico. También se emplean contrastes radiológicos para las técnicas de resonancia magnética. 
Dichas sustancias mejoran la visualización ya que producen un incremento en la diferencia de densidad entre los diversos tejidos.  
Para la selección de sustancias como medio de contraste radiológico se han definido unas características que debería tener un supuesto medio de contraste ideal:
- Debe ser farmacológicamente inerte y químicamente estable.
- preferentemente no iónico.
- Debe ser hidrosoluble y que tenga la misma osmolaridad que la sangre.
- No debe ser tóxico, ni tampoco degradarse o metabolizarse, debiéndose eliminar lo más rápido posible.

Sin embargo, no todos los medios de contraste empleados actualmente en clínica cumplen con todas estas características. 
Distinguimos dos tipos de contrastes: negativos y positivos. 

## Contrastes radiológicos negativos[2]
Su denominación se debe a que absorben menos las radiaciones que los órganos y fluidos corporales; de tal forma, que los órganos o tejidos se ven más opacos que las cavidades donde se encuentre el medio de contraste. 
Los principales medios de contraste radiológico pertenecientes a este grupo son los gases, solubles en sangre y rápidamente eliminables, como el oxígeno y dióxido de carbono. 
Son empleados fundamentalmente en la visualización del tracto gastrointestinal, pudiendo ser administrados tanto por vía oral como por vía rectal. 
Otros ejemplos de contrastes negativos son: aire (generalmente se administra por vía rectal para la visualización del colon) y polvo efervescente o bicarbonato sódico (empleado por vía oral para la visualización de las estructuras comprendidas entre el esófago y duodeno).

### Dióxido de carbono
El dióxido de carbono es bien tolerado por los pacientes ya que no se absorbe, y sus indicaciones más frecuentes son en pacientes con insuficiencia renal y/o con antecedentes de alergia al contraste yodado.

## Contrastes radiológicos positivos
Los contrastes radiológicos positivos se caracterizan por ser sustancias más radiopacas que los órganos o fluidos de sus proximidades; esto se debe a que suelen tener un número atómico elevado, que les permite absorber o atenuar gran cantidad de radiación. Dentro de este grupo destacan principalmente los contrastes baritados y yodados.
- Positrones: se trata de radiofármacos.

### Gadolinio
Es un elemento químico que forma parte de la familia de los lantánidos. Como medio de contraste es empleado fundamentalmente en resonancia magnética; se caracteriza por ser administrado por vía endovenosa, y se elimina por vía renal. 
Hay que tener en cuenta, que el galidonio en su forma libre es tóxico, por tanto su utilización como medio de contraste requiere la unión a un agente quelante; de tal manera que esta unión lo convierte en una sustancia no tóxica, aunque es verdad que esta unión depende directamente de la estructura que presente el quelante. 
A la dosis habitual de este medio de contraste (0.1 a 0.2 mmol/kg) la mayoría de las reacciones son leves, como por ejemplo sensación de frío o calor, náuseas, cefalea, mareos o picazón.  Reacciones alérgicas como exantema, urticaria o broncoespasmo son muy poco frecuentes. También se ha relacionado el gadolinio con nefrotoxicidad, provocando fibrosis sistémica nefrogénica, a cual se trata de una enfermedad, poco frecuente, pero muy grave, que puede llegar a comprometer la vida del paciente; se caracteriza fundamentalmente, por un aumento en la formación de tejido conectivo en la piel, articulaciones, músculos y órganos internos. 
Muchos fármacos con gadolinio han sido retirados del mercado debido a que se observó que, parte del gadolinio no se eliminaba de forma íntegra, y los que liberaban más cantidad, daban lugar a la formación de depósitos cerebrales. si bien, es cierto, que no se han identificado síntomas ni trastornos relacionados con dichos depósitos.
Aun así, y por precaución, dichos fármacos fueron retirados por la AEMPS (Agencia Española de Medicamentos y Productos Sanitarios), y los que se han mantenido, se ha recomendado que se usen cuando sea estrictamente necesario, y a la mínima dosis posible.
También se ha observado que dichos depósitos pueden formarse en otros órganos, y se han relacionado con efectos secundarios que pueden provocar estos fármacos.
La fibrosis sistémica nefrogénica es el mecanismo por el cual el gadolinio provoca dicho daño, se cree que se debe a su capacidad de provocar la liberación de citosinas a través de la estimulación de macrófagos de la piel (por los iones libres de Gd) o monocitos en sangre periférica (por los complejos de quelante-Gd).
Estos procesos de activación de macrófagos, liberación de citoquinas proinflamatorias provocan la diferenciación de fibrocitos en la sangre y la activación de fibroblastos, consecuentemente se genera una respuesta que crea depósitos de colágeno y fibrosis. Se ha comprobado que la presencia de insuficiencia renal contribuye a la liberación de gadolinio mediante el aumento de la transmetalación. Cuanto mayor sea la proporción de gadolinio no unido a quelante (gadolinio libre) mayor es el daño porque presenta mayor capacidad de activación.

### Contrastes radiológico baritados
El bario se emplea en forma de polvo de sulfato de bario (BaSO4), que se mezcla con agua formando una suspensión. 
En cuanto a sus características principales, destaca la ausencia de actividad (no tiene actividad farmacológica) y toxicidad (ya que no se absorbe), además, tiene una excelente capacidad de opacificación y no produce falsos positivos. 
Se emplea como medio de contraste para la visualización de estructuras en el tracto gastrointestinal, pudiéndose administrar tanto por vía oral, como por vía rectal. 
Esta contraindicado en situaciones en las que se sospeche cualquier alteración del sistema gastrointestinal como perforación intestinal, obstrucción del tracto gastrointestinal,  irritación peritoneal, estenosis pilórica, fístulas, etc.
El sulfato de bario es que contraste radiológico positivo que menor toxicidad presenta. Aunque a priori parezca una paradoja dado que el bario es un metal pesado, cuyos compuestos solubles presentan una elevada toxicidad, estos compuestos prácticamente carecen de toxicidad por su baja solubilidad y consecuentemente la imposibilidad de absorción. De ahí, que esté contraindicado en aquellas situaciones en las que pueda existir la absorción de este compuesto, como por ejemplo en perforación intestinal. Así mismo, las reacciones alérgicas son muy poco frecuentes.

### Contrastes radiológicos yodados
Se trata del grupo más importante dentro de los medios de contraste, ya que son los más usados. Se caracterizan por una alta densidad de contraste y una baja toxicidad. 
Su estructura química se corresponde con un núcleo benzoico yodado.

## Clasificación
Así se les puede dividir en monoméricos (tienen un solo núcleo benzoico) y diméricos (dos núcleos benzoicos); dando lugar así a cuatro grupos de contrastes yodados: 
- Iónicos monoméricos: poseen una alta osmolaridad.

- Iónicos diméricos: poseen baja osmolaridad.

- No iónicos monoméricos: poseen baja osmolaridad y un mayor índice de eficacia respecto a los iónicos monoméricos, dando como resultado una mayor atenuación de Rayos X.

- No iónicos diméricos: son isoosmolares. Sus ventajas principales son un mayor índice de eficacia, y una menor toxicidad renal; sin embargo, tienen el inconveniente de presentar una mayor viscosidad; además, presentan mayor incidencia de efectos adversos de tipo cutáneo.

La principal diferencia entre los iónicos y los no iónicos es la sustitución del radical carboxilo (-COOH) de los iónicos, por un radical hidroxilo (-OH), lo que hace que no se disocien y por ello presenten menor osmolaridad. 
También, debido a esta característica presentan mejor tolerancia neural, se unen menos a proteínas plasmáticas, y tienen una menor incidencia de efectos adversos; sin embargo, son más costosos. 

## Características
Los contrastes yodados se pueden administrar tanto por vía oral, como por vía endovenosa, y dependiendo de la vía de administración, presentaran características farmacocinéticas diferentes. 
Los contrastes yodados administrados por vía oral se absorben muy poco y se eliminan fácilmente por vía rectal, mientras que los administrados por vía endovenosa, se eliminan prácticamente de forma total por vía renal, y es solo un 2% excretado por vía biliar. 
Es necesario distinguir entre los medios de contraste iónicos y no iónicos en cuanto a su toxicidad. 
- Los medios de contraste no iónicos, al incorporar en su estructura un grupo que impide la disociación del radical carboxilo, se van a comportar como una sustancia eléctricamente neutra en disolución (de ahí su nombre). Esta propiedad fisicoquímica impide que presenten la carga eléctrica, y por tanto, no van a presentar la toxicidad de los compuestos iónicos.[8]

- Los medios de contraste iónico al entrar en contacto con la solución acuosa del organismo se disocia, esto da lugar a la formación del anión (que es el que ejerce la acción de contraste) de ahí que se los conozca como iónicos. Este anión presenta la capacidad de influir sobre diferentes procesos electrofisiológicos del organismo, responsable de los efectos tóxicos:[9]
  - efectos sobre la hemodinamia (especialmente en arteriografía y coronariografía, ya que se en estas pruebas esta durante mayor tiempo y de forma más directa con esas estructuras): provocar un desplazamiento de los electrólitos sodio, potasio y calcio, lo que supone un efecto inotropo negativo que explica la depresión cardíaca.
  - modificación del volumen de sangre circulante: tras la inyección de medio de contraste se produce un aumento del volumen de sangre circulante (hipervolemia), el cual se debe a la hiperosmolalidad de los medios de contraste, dando como consecuencia un desplazamiento de agua del espacio extravascular al intravascular. Por tanto cuanto mayor sea la osmolaridad (que expresa el número de partículas en solución) del medio de contraste mayor será su influencia sobre el volumen de sangre.
  - efectos sobre la morfología de los eritrocitos: los eritrocitos sufren una deformación a consecuencia de la hiperosmolalidad. Esto provoca una deshidratación de los mismos dando lugar a una retracción y con ello un cambio de forma.
  - efectos sobre el SNC (sistema nervioso central): puede provocar una lesión en la BHE, aunque esto depende de la concentración del MC, de la hipersomolalidad de la solución, de los cambios de viscosidad de la sangre, del tiempo de contacto del MC sobre los vasos cerebrales y de la quimiotoxicidad de la molécula. Influyen sobre la entrada del fósforo en el cerebro, así como en la micro circulación, también afectan al contenido de sodio, calcio y meglumina, provocando un cambio en la permeabilidad de la BHE. Todos estos procesos toxicodinámicos se expresan con: reacción vasovagal, cefalea, mareos, deterioro del sensorio, disminución de la visión, convulsiones.
  - reacciones de hipersensibilidad: a través de mecanismos pseudoalérgicos que implican una liberación directa de distintos mediadores, así como procesos activadores de diversos sistemas de las proteínas plasmáticas, entre los que se encuentran la activación del Complemento, interacción con el Sistema de Coagulación y Fibrinólisis. No ha sido demostrada una verdadera reacción antígeno-anticuerpo.
  - efectos sobre el riñón: nefrotoxicidad. La perfusión renal ante la presencia del medio de contraste experimenta un comportamiento bifásico: en los primeros 20 minutos aumenta la perfusión y luego se sigue de una disminución en la perfusión medular, la cual puede durar horas hasta días. Esto supone que por un aumento de la perfusión, mayor cantidad de tóxico está en contacto con las estructuras del riñón pero además esta perdura durante un tiempo muy prolongado debido a la disminución de la perfusión que ocurre posteriormente. Además, provoca un desequilibrio de los mediadores vasoactivos locales, vasoconstrictores y vasodilatadores, (como el óxido nítrico, las prostaglandinas, la adenosina, la endotelina y las especies reactivas de oxígeno (ROS)), predominando la vasoconstricción renal. El aumento de la viscosidad tubular causa obstrucción de la luz tubular de la nefrona, seguido de liberación de ROS y generando un  daño tubular agudo. Además, el aumento de la osmolaridad, causa una  excreción de agua y sodio muy marcada, lo que eleva la presión intratubular que por último reduce la TFG y contribuye a la patogénesis de IRA (Insuficiencia Renal Aguda).

Son responsables del signo tóxico: nefropatía inducida por contraste, que es la reacción adversa más importante provocada por los contrastes yodados. Aunque el mecanismo exacto no se conoce del todo bien, se piensa que el mecanismo toxicodinámico es el siguiente: la quimiotoxicidad que ejerce el medio de contraste sobre la nefrona genera la producción de ROS (radicales libres de oxígeno) y por tanto un efecto citotóxico que cursa con estrés oxidativo y activación de citosinas proinflamatorias.  Esto conduce a la inhibición de reabsorción tubular de proteínas, a la vacuolización, apoptosis y necrosis. La cascada oxidativa termina en hipóxia en los túbulos renales y pérdida de nefronas.